# Шпорта, Ярослав Игнатьевич
Ярослав Игнатьевич Шпорта  (15 сентября 1922, село Сальница, ныне Хмельницкий район Винницкой области — 13 ноября 1956, Киев) — украинский поэт и переводчик.

## Биография
Родился в крестьянской семье. Окончил среднюю школу. Учился в Винницком педагогическом институте. В 1940 году призван на действительную службу в ряды Советской армии. Во время Второй мировой войны — на фронте: был замполитом батареи, оборонял Киев. Дважды ранен. В 1943 году начал печататься и работать в военной газете.
После демобилизации жил и работал в Киеве. Учился в Ашхабадском университете (1946—1947).
Был членом КПСС (1944).
Похоронен в Киеве на Байковом кладбище. На могиле памятник: прямоугольная стела из чёрного гранита, к которой прикреплен белая мраморная доска с керамическим фото. Надпись: «Украинский писатель Шпорта Ярослав Игнатьевич 15.IX.1922 — 13.XI.1956».

## Произведения
Книги стихов:
- «Светлый день» (1948).
- «Иранский тетрадь» (1950).
- «Твои лета» (1950).
- «Лирика» (1951).
- «Мужество» (1951).
- «Запорожцы» (1952).
- «Ты в моем сердце» (1954).
- «Дубовые листья» (1956).
- «Избранное» (1958).
- «Лирика» (1960).
- «Лирический венок» (1969).
- «Стихотворения» (1982).
- «Стихотворения» (Ленинград, 1957) — в переводе на русском языке.

Переводы на русский, чувашский (в частности, перевёл поэму «Нарспи» Константин Иванов), таджикский и другие языки.

## Награды
Награждён орденом Красной Звезды и медалями.